# 3-тя винищувальна дивізія (Третій Рейх)
3-тя винищувальна дивізія (Третій Рейх) (нім. 3. Jagddivision) — винищувальна авіаційна дивізія повітряних сил нацистської Німеччини за часів Другої світової війни.

## Історія
3-тя винищувальна дивізія була сформована 1 травня 1942 року в Меці з винищувальних частин XII авіаційного корпусу. 15 вересня 1943 року її перетворили на 4-ту винищувальну дивізію й того ж самого дня у Делені в окупованій голландській провінції Гелдерланд на базі 1-ї винищувальної дивізії I винищувального корпусу розгорнули 3-тю винищувальну дивізію II формування. У вересні 1944 року авіаційне з'єднання перевели в Дуйсбург, а 2 листопада — у Віденбрюк. У січні 1945 року перейшла в підпорядкування IX. (J) повітряного корпусу.
4 квітня 1945 року дивізія розформована.

## Командування

### Командири
- генерал-лейтенант Вернер Юнк (нім. Werner Junck) (1 травня 1942 — 15 вересня 1943);
- Генерал-лейтенант Курт-Бертрам фон Дерінг (нім. Kurt-Bertram von Döring) (15 вересня — 1 жовтня 1943);
- оберст Карл Генчель (нім. Karl Hentschel) (1 — 15 жовтня 1943);
- Генерал-лейтенант Курт-Бертрам фон Дерінг (15 жовтня — 11 листопада 1943);
- генерал-майор Вальтер Грабманн (нім. Walter Grabmann) (11 листопада 1943 — 4 квітня 1945).

## Підпорядкованість
| Час                                | Група армій (округ)                    | Штаб            |
| ---------------------------------- | -------------------------------------- | --------------- |
| 1 травня 1942 — 15 вересня 1943    | XII повітряний корпус                  | Мец             |
| 15 вересня 1943 — 2 листопада 1944 | I винищувальний корпус                 | Делен/ Дуйсбург |
| 2 листопада 1944 — 26 січня 1945   | I винищувальний корпус                 | Віденбрюк       |
| 26 січня — 4 квітня 1945           | IX.(J) винищувальний повітряний корпус | Віденбрюк       |

## Бойовий склад 3-ї винищувальної дивізії
Формування управління, забезпечення та підтримки
- 203-й авіаційний полк зв'язку (Luftnachrichten Regiment 203);
- 213-й авіаційний полк зв'язку (Luftnachrichten Regiment 213);
- 223-й авіаційний полк зв'язку (Luftnachrichten Regiment 223);
- 233-й авіаційний полк зв'язку (Luftnachrichten Regiment 233).

- Командування винищувального регіону «Середній Рейн» (Jagdabschnittsführer Mittelrhein);
- 1-ша винищувальна ескадра (JG 1);
  - штаб 1-ї винищувальної ескадри (Stab.JG 1);
  - I./1-ї винищувальної ескадри (I./JG 1);
  - II./1-ї винищувальної ескадри (II./JG 1);
  - III./1-ї винищувальної ескадри (III./JG 1);
- 3-тя винищувальна ескадра (JG 3);
  - I./3-ї винищувальної ескадри (I./JG 3);
  - IV./3-ї винищувальної ескадри (IV./JG 3);
- 1-ша нічна винищувальна ескадра (NJG 1);
  - штаб 1-ї нічної винищувальної ескадри (Stab.NJG 1);
  - I./1-ї нічної винищувальної ескадри (I./NJG 1);
  - II./1-ї нічної винищувальної ескадри (II./NJG 1);
  - IV./1-ї нічної винищувальної ескадри (IV./NJG 1);
  - 10-та ескадрилья 1-ї нічної винищувальної ескадри (10./NJG 1);
- 2-га нічна винищувальна ескадра (NJG 2);
  - штаб 2-ї нічної винищувальної ескадри (Stab.NJG 2);
  - II./2-ї нічної винищувальної ескадри (II./NJG 2);
  - III./2-ї нічної винищувальної ескадри (III./NJG 2).
- 300-та винищувальна ескадра (JG 300);
  - штаб 300-ї винищувальної ескадри (Stab/JG 300);
  - I./300-ї винищувальної ескадри (I./JG 300);
  - II./300-ї винищувальної ескадри (II./JG 300);
- I./7-ї нічної винищувальної ескадри (I./NJG 7).

- Командування винищувального регіону «Середній Рейн»;
- 1-ша винищувальна ескадра (JG 1);
  - штаб 1-ї винищувальної ескадри (Stab.JG 1);
  - I./1-ї винищувальної ескадри (I./JG 1);
  - II./1-ї винищувальної ескадри (II./JG 1);
  - III./1-ї винищувальної ескадри (III./JG 1);
- 1-ша нічна винищувальна ескадра (NJG 1);
  - штаб 1-ї нічної винищувальної ескадри (Stab.NJG 1);
  - I./1-ї нічної винищувальної ескадри (I./NJG 1);
  - II./1-ї нічної винищувальної ескадри (II./NJG 1);
  - IV./1-ї нічної винищувальної ескадри (IV./NJG 1);
- 2-га нічна винищувальна ескадра (NJG 2);
  - штаб 2-ї нічної винищувальної ескадри (Stab.NJG 2);
  - II./2-ї нічної винищувальної ескадри (II./NJG 2);
- 5-та нічна винищувальна ескадра (NJG 5);
  - штаб 5-ї нічної винищувальної ескадри (Stab.NJG 5);
  - II./5-ї нічної винищувальної ескадри (II./NJG 5);
- 300-та винищувальна ескадра (JG 300);
  - штаб 300-ї винищувальної ескадри (Stab/JG 300);
  - I./300-ї винищувальної ескадри (I./JG 300);
  - II./300-ї винищувальної ескадри (II./JG 300);
- I./7-ї бомбардувальної ескадри (I. KG 7);
- 400-те навчально-тренувальне авіаційне управління (Erprobungskommando 400).